# Résolution 1025 du Conseil de sécurité des Nations unies
La résolution 1025 du Conseil de sécurité des Nations unies, adoptée à l'unanimité le 30 novembre 1995, rappelle les résolutions 981 et 1023 (1995) du Conseil de sécurité sur la Croatie. Le Conseil décide que le mandat de l'Opération des Nations unies pour le rétablissement de la confiance (ONURC) prendrait fin à l'issue d'une période intérimaire se terminant le 15 janvier 1996.
Le Conseil réaffirme une nouvelle fois que la Slavonie orientale, Baranya et Syrmie occidentale (connue sous le nom de Secteur Est) fait partie intégrante de la Croatie, et l'importance qu'il attache au respect des droits de l'homme et des libertés fondamentales.
Agissant en vertu du chapitre VII de la Charte des Nations unies, le secrétaire général Boutros Boutros-Ghali est prié de présenter au Conseil, avant le 14 décembre 1995, des propositions concernant la création d'une autorité transitoire des Nations unies pour la Slavonie orientale, la Baranya et la Syrmie occidentale, d'une autorité transitoire et d'une force de maintien de la paix dans les régions susmentionnées, afin de mettre en œuvre l'accord de base. Il est également décidé que, pour permettre la mise en place de l'autorité transitoire, le mandat de l'UNCRO prendrait fin le 15 janvier 1996, ou bien lorsque le Conseil de sécurité déciderait du déploiement de l'autorité et de la force de maintien de la paix.